# Europa Report
Europa Report (también conocida como Europa One o simplemente Europa) es una película de ciencia ficción de 2013 dirigida por el ecuatoriano Sebastián Cordero.

## Trama
Una misión espacial internacional, llamada Europa One, que se dirigía al cuarto satélite de Júpiter, Europa, para tratar de encontrar vida extraterrestre. Se perdió contacto con el control de misión desde hace 16 meses, sin embargo una mañana todos los datos perdidos llegan a la Tierra.

## Elenco
- Anamaria Marinca como Rosa Dasque. Piloto y archivista
- Michael Nyqvist como Andrei Blok. Ingeniero jefe
- Karolina Wydra como Katya Petrovna. Bióloga marina y oceanógrafa
- Daniel Wu como William Xu. Comandante de misión
- Sharlto Copley como James Corrigan. Ingeniero
- Christian Camargo como Daniel Luxembourg. Médico y oficial científico
- Embeth Davidtz como Dr. Unger
- Dan Fogler como Dr. Nikita Solokov.
- Isiah Whitlock Jr. como Dr. Tarik Pamuk

## Producción
El rodaje tuvo lugar en Brooklyn. La primera imagen de la película se reveló el 11 de febrero de 2012.
Poco después se lanzó un sitio web viral para promocionar la película.
El guion de la película fue escrito por Philip Gelatt y el diseño de producción lo realizó Eugenio Caballero. Su partitura fue escrita por Bear McCreary.
La película se lanzó en iTunes y video on demand el 27 de junio de 2013 y se estrenó el 2 de agosto de 2013 en salas de cine. En iTunes está disponible solo en la iTunes Store de Estados Unidos y para pantallas que tengan incorporado HDCP (high-bandwidth Digital Content Protection).